# Franz Josef von Gerstner
Franz Joseph Ritter von Gerstner (en checo: František Josef Gerstner checo: František Josef Gerstner; Chomutov, 22 de febrero de 1756 — Mladějov, 25 de junio de 1832) fue un matemático y físico bohemio.
Fue pionero de los FF.CC.

## Obra
- Über die Bestimmung der geographischen Längen, 1785

- Einleitung in die statische Baukunst. Normalschul-Buchdruckerey, Praga 1789.

- Theorie der Wellen, 1804

- 1813: Zwey Abhandlungen über Frachtwägen und Strassen. (Con la fórmula no-lineal de la resistencia al rodamiento de una rueda sobre suelo blando.)

- 1831: Handbuch dé Mechanik, en tres volúmenes. (antes de ser publicado tuvo 1.400 compradores pagantes, entre otros Francisco I de Austria.)
  - V. 1: Mechanik fester Körper. Spurny, Praga 1831.
  - V. 2: Mechanik flüssiger Körper. Spurny, Praga 1832.
  - V. 3: Beschreibung und Berechnung grösserer Maschinenanlagen. Sollinger, Viena 1834.
  - V. 4–6 (Spurny, Praga 1831–1834) enthalten jeweils die Tafeln zu den Bänden 1–3.
- Mitverfasser von Beobachtungen auf Reisen nach dem Riesengebirge von J. Jelinek; Abbe Gruber, Th. Haenke und F. Gerstner, 1779

## Literatura
- Heribert Sturm. Biographisches Lexikon zur Geschichte der böhmischen Länder. Herausgegeben im Auftrag des Collegium Carolinum (Institut), v. I, R. Oldenbourg Verlag München Wien 1979, ISBN 3-486-49491-0, S. 432, mit weiteren Literaturhinweisen

- Constantin von Wurzbach. Biographisches Lexikon des Kaiserthums Österreich, enthaltend die Lebensskizzen der denkwürdigen Personen, welche seit 1750 in den österreichischen Kronländern geboren wurden oder gewirkt haben, 1 (1856) - 60 (1891); Register (1923) v. 5; 11

- K. Jelinek: Das ständische Polytechnische Institut, Praga 1856, p. 291 ff.

- František Jílek: Souboj mezi vodními kanály a kolejemi. In: František Jílek: Zrození velkých vynálezů. Příbehy mužů, kteří změnili život. Práce, Praga 1988, (Delfín).

- Josef Kempf: Franz Josef Ritter von Gerstner. in: Erzgebirgsverein e. V. (ed.) Jahrbuch für das Erzgebirge 2009. Schneeberg 2008, ISBN 978-3-931770-77-8, p. 16–17.